# Ludvig Christensen
Ludvig Vilhelm Christensen (28. juli 1878 i København – 25. marts 1956 smst) var en dansk politiker (Socialdemokraterne) og minister.
Ludvig Christensen var født i København. Søn af støbemester L. Christensen. 